# Lana
Lana je ženské křestní jméno. Může být buďto slovanského (zkrácenina jména Světlana), řeckého (odvozenina ze jména Helena) nebo anglosaského původu (odvozenina ze jména Alana). Svátek podle českého kalendáře slaví dne 30. listopadu, podle chorvatského kalendáře dne 24. září.
Na světě žilo k roku 2014 odhadem 204 657 nositelek jména Lana, nejvíce z nich v USA, Rusku, Brazílii a Kanadě. V Evropě je kromě Ruska jméno rozšířeno také ve Velké Británii, ve Slovinsku a v Chorvatsku.

## Domácké podoby
Mezi české domácké podoby jména Lana patří Lanka, Lanička, Lanuška, Lani, Láňa, Lanuš apod.

## Významné osobnosti
- Lana Clarkson – americká herečka a modelka
- Lana Condor – americká herečka a tanečnice
- Lana Del Rey – americká zpěvačka a hudební skladatelka
- Lana Parrilla – americká herečka a režisérka
- Lana Turner – americká herečka
- Lana Woodová – americká herečka a producentka
- Lana Zerkalová – ukrajinská diplomatka